# Bhikkhu Bodhi
Bhikkhu Bodhi (nascido em 2487 da Era Budista/1944 da Era Cristã) é um monge budista theravada americano, ordenado no Sri Lanka e atuante na região metropolitana de Nova York. Ele foi escolhido o segundo presidente da Buddhist Publication Society e já editou e escreveu diversas obras baseadas no Budismo Theravada.

## Biografia
Bhikkhu Bodhi nasceu em 2487 da Era Budista (1944) no Brooklyn, de origem judaica, em New York, Estados Unidos com o nome de Jefrey Block. Em 1966, ele obteve graduação em filosofia pelo Brooklyn College. Converteu-se ao budismo por volta dos vinte anos de idade. Em 1967, enquanto ainda estudante da graduação, Bodhi foi ordenado monge sramanera na ordem do budismo Mahayana vietnamita. Em 1972 conclui sua pós-graduação em filosofia pela Claremont Graduate School. Logo depois viaja ao Sri Lanka onde, através do mestre Ven. Ananda Maitreya, recebeu ordenação monástica, e em 1973 recebeu ordenação completa na ordem Theravada, de onde adquiriu o título de bhikkhu, que significa monge.
Em 2527 da Era Budista (1984), sucede o co-fundador da Sociedade de Publicação Budista (BPS na sigla em inglês) Ven. Nyanaponika Thera como editor das publicações em inglês da BPS, e em 1988 se torna seu presidente. 
No ano de 2543/2000, na primeira celebração do Vesak das Nações Unidos, Bhikkhu Bodhi faz o discurso de abertura do evento.
Em 2545/2002 ele se aposenta do editorial da sociedade enquanto permanece seu presidente. Retorna então para os Estados Unidos onde atualmente ensina no Monastério Bodhi, em Lafayette, New Jersey, e no Monastério Chuang Yen, em Carmel, New York.
Bhikkhu Bodhi é o fundador da organização Buddhist Global Relief que tem por objetivo a luta contra a fome ao redor do mundo.

## Publicações e Ensinamentos
Suas publicações foram feitas em língua inglesa, como por exemplo:
- The Noble Eightfold Path: Way to the End of Suffering (1984, BPS; 2000, Pariyatti)
- The Middle Length Discourses of the Buddha: A Translation of the Majjhima Nikaya (with Bhikkhu Nanamoli, 1995, Wisdom Publications)
- Numerical Discourses of the Buddha: An Anthology of Suttas from the Anguttara Nikaya (with Nyanaponika Thera, 2000, Altamira Press)
- The Connected Discourses of the Buddha: A New Translation of the Samyutta Nikaya (2000, Wisdom Publications)
- A Comprehensive Manual of Abhidhamma: The Abhidhammattha Sangaha of Ācariya Anuruddha (2000, BPS Pariyatti)
- In the Buddha's Words: An Anthology of Discourses from the Pali Canon (2005, Wisdom Publications)

Cursos e palestras disponíveis on-line:
- "The Buddha's Teaching As It Is" (1981)
- "A course in Pali Language" (2003)
- Majjhima Nikaya lectures (2003–2008)